# Intermission
Intermission är ett samlingsalbum av det finska power metal-bandet Stratovarius, utgivet i juni 2001 på Nuclear Blast Records, och i Japan på Victor.
Albumet samlar b-sidor från singlar från tidigare album samt cover- och livelåtar. Spåren "I Surrender" och "Hunting High and Low" är inspelade live på Tavastiaklubben i Helsingfors den 25 november 2000.
Intermission nådde sjunde plats på den finska topplistan.

## Låtlista
1. "Will My Soul Ever Rest in Peace?" – 4:56
2. "Falling into Fantasy" – 5:14
3. "The Curtains Are Falling" – 4:25
4. "Requiem" (instrumental) – 2:54
5. "Bloodstone" (Judas Priest-cover) – 3:55
6. "Kill the King" (Rainbow-cover) – 4:36
7. "I Surrender" (Russ Ballard/Rainbow-cover) (live) – 3:47
8. "Keep the Flame" – 2:48
9. "Why Are We Here?" – 4:43
10. "What Can I Say" – 5:12
11. "Dream with Me" – 5:14
12. "When the Night Meets the Day" – 5:26
13. "It's a Mystery" – 4:04
14. "Cold Winter Nights" – 5:15
15. "Hunting High and Low" (live) – 4:55

## Medverkande
Musiker
- Timo Kotipelto – sång
- Timo Tolkki – gitarr, sång
- Jari Kainulainen – basgitarr
- Jens Johansson – keyboard
- Jörg Michael – trummor

Bidragande musiker
- Pasi Rantanen – bakgrundssång
- Marko Vaara – bakgrundssång
- Marco Hietala – bakgrundssång
- Kimmo Blom – bakgrundssång
- Anssi Stenberg – bakgrundssång

Produktion
- Timo Tolkki – producent
- Mikko Karmila – inspelningstekniker
- T.T. Oksala – inspelningstekniker
- Mika Jussila – mastering
- Derek Riggs – omslagskonst
- Marc Villalonga – foto
- Marcelo Rossi – foto